# Nitrofenol
Nitrofenol é um composto químico orgânico pertendente a uma família de fenóis nitrados, anéis de benzeno contendo um grupo hidroxila (-OH) e pelo menos um grupo nitro (-NO2) ligado ao anel.
O nitrofenóis propriamente ditos, mononitrados (contendo apenas um grupo nitro), possuem a fórmula HOC6H4NO2. Existem três nitrofenóis isoméricos: 
- o-Nitrofenol (orto-nitrofenol ou 1-hidroxi-2-nitrobenzeno; grupos OH e NO2 são vizinhos; número CAS: 88-75-5), um sólido cristalino amarelo (p.f. 46 °C).
- m-Nitrofenol (meta-nitrofenol ou 1-hidroxi-3-nitrobenzeno), um sólido amarelo (p.f. 97 °C) e precursor da droga ácido aminossalicílico.
- p-Nitrofenol (para-nitrofenol ou 1-hidroxi-4-nitrobenzeno, número CAS: 100-02-7), cristais amarelos (p.f. 114 °C). É um precursor do herbicida para arroz fluorodifeno e o pesticida parathion.

Os nitrofenóis são produzidos industrialmente pela reação de cloretos com hidróxido de sódio em temperaturas próximas de 200° C.
Os fenóis mononitrados são frequentemente hidrogenados aos aminofenóis correspondentes que também são úteis industrialmente.

## Di- e trinitrofenóis

2,4-dinitrofenol

2,4,6-Trinitrofenol (ácido pícrico)

2,4-Dinitrofenol (p.f. 83 °C) é um ácido moderadamente forte (pKa = 4.89).  2,4,6-trinitrofenol é mais conhecido como ácido pícrico, os quais são uma indústria bem desenvolvida.

## Segurança
Nitrofenóis são venenosos. Ocasionalmente, nitrofenóis contaminam o sólo próximo de explosivos em degradação em fábricas e instalações militares, e pesquisa-se atualmente na busca de solução de tais casos.